# Szkoła Podstawowa nr 9 im. Tadeusza Kościuszki w Jarosławiu
Szkoła Podstawowa nr 9 im. Tadeusza Kościuszki w Jarosławiu – szkoła podstawowa w Jarosławiu-Łazach Kostkowskich.

## Historia
W 1910 roku w Łazach Kostkowskich została utworzona szkoła eksponowana, organizacyjnie przynależąca do Szkoły im. Staszica na przedmieściu jarosławskim. Przydatnym źródłem archiwalnym do poznawania historii szkolnictwa w Galicji są austriackie Szematyzmy Galicji i Lodomerii, które podają wykaz szkół ludowych, wraz z nazwiskami ich nauczycieli.
Pierwszymi nauczycielami byli: Maria Woźniaczkówna (1910–1911), Stanisława Kijowska (1911–1912), Marian Stachurski (1912–1913) i Józef Knotz (1913–1914?). Szkoła mieściła się w wynajętych domach prywatnych, a w latach 1923–1925 nauczycielką była Leokadia ze Szwedów Podolcowa. Od 1925 roku nauczycielką była Maria Zielińska.
W 1945 roku nauka została zawieszona, a uczniowie uczęszczali do szkoły przy ul. Dolnoleżajskiej. W 1946 roku ukończono budowę drewnianej szkoły, która była siedmioletnia. W 1954 roku po reorganizacji szkołę zmieniono na pięcioletnią, a w 1959 roku przywrócono szkołę sześcioletnią. W 1960 roku szkoła stała się siedmioletnia. W 1964 roku rozpoczęto budowę murowanej szkoły, którą w 1967 roku oddano do użytku. W 1976 roku szkołę zmieniono na czteroletnią filialną, a starsi uczniowie uczęszczali do szkoły podstawowej nr 4 w Jarosławiu. Od 1978 roku do szkoły zaczęli uczęszczać uczniowie z Kostkowa i Kolonii Leżachowskiej. W 1981 roku szkoła stała się filią szkoły podstawowej nr 7 w Jarosławiu. 
W 1982 roku przywrócono szkołę ośmioletnią. W latach 1998–1999 dokonano rozbudowy szkoły z salą gimnastyczną. 10 października 2000 roku odbyło się poświęcenie szkoły. 10 czerwca 2011 roku poświęcono sztandar szkoły im. Tadeusza Kościuszki. 

## Znani absolwenci
- Jerzy Matusz – burmistrz Jarosławia.